# Акамацу Міцусуке (старший)
Акамацу Міцусуке (яп. 赤松満祐, あかまつみつすけ; 1381 (1373) — 25 вересня 1441) — японський самурайський полководець, сюґо-даймьо середини періоду Муроматі. Голова роду Акамацу.

## Короткі відомості
Міцусуке був другим сином Акамацу Йосінорі, правнуком Акамацу Норімури. Після смерті батька у 1427 році, він перейняв головування в роді Акамацу, став військовим губернатором 3-х провінцій — Харіми, Бідзену і Мімасаки, а також успадкував начальствування в столичному урядовому відомстві самурай-докоро.
Після того як Міцусуке став головою роду Акамацу, тогочасний сьоґун Асікаґа Йосімоті конфіскував у нього провінцію Харіму під свій безпоспосередній контроль. Він збирався посадити туди намісником свого коханця-фаворита Акамацу Мотісаду. Останній був далеким родичем Міцусуке, правнуком Норімури і онуком його другого сина Саданорі. Протестуючи, голова Акамацу вирушив зі столичного відомства до своїх володінь у Харімі, де почав збирати війська. Сьоґун, небізпідставно підозрюючи його у підготовці бунту, вирішив забрати і решту його родинних земель — Бідзен і Мімасаку. Проте конфлікт було владнано за посередництва сьоґунатівського радника Хатакеями Міцуіе: фаворита сьоґуна звинуватили у таємних стосунках із іншим партнером і невірності своєму сюзерену, через що Міцусуке отримав назад усі володіння.
У 1429 році до влади прийшов новий сьоґун Асікаґа Йосінорі. Почалися ширитися чутки, що він забире у Міцусуке провінції Харіму, Бідзен і Мімасаку, позбавивши його посад військового губернатора, і передасть їх Акамацу Садамурі, племіннику коханця попереднього сьоґуна. Ці поголоси збіглися із конфіскацією центральним урядом земель молодшого брата Міцусуке, Акамацу Міцумаси, який впав у немилість Йосінорі.
Через постійні утиски столичної влади голова роду Акамацу вирішив підняти повстання. 12 липня 1441 року Міцусуке разом зі своїм сином Норіясу запросили сьоґуна Асікаґу Йосінорі до власної садиби по вулиці нідзьо в Кіото. Під час бенкету вони зарізали його.
Розпочалась короткотривала війна року Какіцу, яка закінчилась поразкою Акамацу. Будучи оточеним урядовими військами Ямани Мотітойо у своєму замку Кінояма, 25 вересня 1441 року Міцусуке і його рідня покінчили життя самогубством.
Лідерство в роді Акамацу перейшло до Масанорі, нащадків Норісуке молодшого, третього сина Норімури.